# باشگاه فوتبال سیناماری
یونیون اسپورتیو ده سیناماری یک باشگاه فوتبال از گویان فرانسه است که در بالاترین لیگ کشور بازی می‌کند. این تیم در سیناماری مستقر است و ورزشگاه خانگی آنها ورزشگاه اومنیسپورتس است.
این تیم ۳ بار قهرمان لیگ برتر گویان فرانسه شده است.